# Phyllophaga bipunctata
Phyllophaga bipunctata är en skalbaggsart som beskrevs av Brenske 1892. Phyllophaga bipunctata ingår i släktet Phyllophaga och familjen Melolonthidae. Inga underarter finns listade i Catalogue of Life.